# Kommt Mausi raus?!
Kommt Mausi raus?! ist ein deutscher Fernsehfilm aus dem Jahr 1994. Er weist Elemente des Dramas, der Komödie und des Liebesfilms auf und beschäftigt sich mit dem Coming-out einer aus ländlichen Verhältnissen stammenden jungen Frau, die in der Großstadt ihre Homosexualität entdeckt.
Der Film wurde erstmals am 7. Juni 1995 um 20:15 Uhr im Ersten gezeigt.

## Handlung
Die 20-jährige Kati, genannt Mausi, ist auf dem Weg von Hamburg in ihre dörfliche westfälische Heimat, um ihrer Familie von ihrer Homosexualität zu erzählen. Auf der Fahrt lässt sie die letzten sechs Monate Revue passieren.
Kati ist in die Großstadt Hamburg gekommen, um der dörflichen Enge ihrer Heimat zu entfliehen. Erst hier findet sie die Möglichkeit, sich mit ihrer eigenen Sexualität auseinanderzusetzen. In einer nur von Frauen besuchten Bar, in der sie sich zunächst wie ein Fremdkörper fühlt, lernt sie die aus Berlin stammende Jo kennen, mit der sie ihre erste Affäre hat. Dieser Schritt spiegelt sich in einer optischen Veränderung: Die langen Haare müssen ab! Jo verpasst Kati einen ausgefalleneren Bubikopf-Haarschnitt. Als Kati sich in Jo verliebt, erteilt diese ihr eine Abfuhr, da sie an längeren Beziehungen nicht interessiert ist. Kati ist am Boden zerstört. Jo verschafft ihr jedoch eine Aushilfsstelle in einem Bioladen, wo Kati schnell auf andere Gedanken kommt.
Hier lernt sie Yumiko kennen, mit der sie eine Liebesbeziehung beginnt. Yumiko ist nur wenig älter, aber in Bezug auf ihr Selbstverständnis als Lesbe wesentlich selbstbewusster. Daher stört es sie auch schnell, dass Kati nicht in der Lage ist, zu ihrer Sexualität und zu ihrer Beziehung zu stehen. In der Öffentlichkeit fällt es Kati schwer, ihre Liebe zu zeigen. Yumiko bedrängt ihre Freundin immer mehr, bis diese schließlich nachgibt.
Verschämt kauft sie in einer Buchhandlung einen Ratgeber über das passende Coming-out. Dort liest sie, dass der erste Schritt immer die Öffnung gegenüber der eigenen Mutter sei. Kati hat jedoch Hemmungen, ihrer Mutter bei wiederholten Telefonanrufen davon zu erzählen. Schließlich beschließt sie, nach Hause zu fahren, um es von Angesicht zu Angesicht zu versuchen.
In ihrer Heimat angekommen, schlägt ihr in der Reaktion einer Nachbarin auf Katis neue Frisur sofort das bekannte dörfliche Traditionsbewusstsein ins Gesicht. Ganz anders als erwartet reagiert dagegen Katis Mutter auf das endlich gewagte Coming-out übermäßig gelassen. Kati merkt jedoch schnell, dass dies nur gespielt ist, und ist enttäuscht, dass ihre Mutter scheinbar zur Tagesordnung übergeht. Auch der Umstand, dass Kati jetzt Vegetarierin ist, wird von der Mutter beharrlich ignoriert. So schlägt sie auch deren Warnung in den Wind, Katis bester Freundin Sonja nichts zu erzählen.
Die reagiert zwar lockerer, erzählt es aber trotz Ehrenwort ihrer Mutter. So weiß es innerhalb von ein paar Stunden das ganze Dorf. Katis ältere Schwester Gabi, die trotz „fortgeschrittenen“ Alters partnerlos und deswegen unglücklich und verhärmt ist, macht ihr bittere Vorwürfe, da ihre Mutter und sie als Dorfbewohner unter zukünftigem Klatsch zu leiden haben würden.
Am Abend, als in dem kleinen Dorf das Schützenfest stattfindet, gehen Kati und Sonja zur damit verbundenen Kirmes. Die versammelte Dorfjugend weiß inzwischen Bescheid und macht sich einen Spaß daraus, besonders den schüchternen Wolfgang, der schon immer in Kati verliebt war, zu hänseln. Kati wird zwar gemieden, bleibt aber von Anfeindungen weitgehend verschont, da die meisten gar nicht wissen, wie sie mit Homosexualität umgehen sollen. Schließlich treffen die beiden Frauen auf ihre ehemalige Französisch-Lehrerin, in die Kati als Schülerin verliebt war und der es sichtlich peinlich ist, dass ihre Tochter ständig wissen will, was „lesbisch“ bedeutet.
Zum Eklat kommt es im Festzelt, als zunächst Sonjas neuer Freund Hartmut auftaucht und sie zur Rede stellt, weil sie mit Kati tanzt, und schließlich Wolfgang den starken Mann markieren will, indem er Kati auf der Tanzfläche bedrängt. Kati verlässt fluchtartig das Zelt, wird aber von ihrer Lehrerin eingeholt, die sie trösten will, ihr dabei aber näher zu kommen versucht.
Traurig und enttäuscht läuft Kati wieder nach Hause. Ihre Mutter hat den anfänglichen Schock anscheinend verdaut, denn es kommt zu einem offenen Gespräch zwischen den beiden, nach dem sie ihrer Tochter sogar vorschlägt, Yumiko das nächste Mal mitzubringen.
Am nächsten Tag tritt Kati die Rückfahrt nach Hamburg an, wird am Bahnhof in letzter Sekunde von Sonja eingeholt, die ihr die Gründe klarzumachen versucht, warum sie am Vorabend ihrer Freundin nicht nachlaufen konnte. Sie habe hier ihren Lebensmittelpunkt und könne nicht aus dem kleinbürgerlichen Geflecht ausbrechen. Die beiden versprechen einander, in Kontakt zu bleiben.
In Hamburg angekommen, wird Kati schließlich von Yumiko und Jo empfangen und zu ihrem gelungenen Coming-out beglückwünscht, auch wenn es vielleicht etwas anders verlaufen ist, als sie sich vorgestellt hat.

## Kritiken
coming out of tv: „Witziger Film über die Rückkehr an den Ort der Kindheit und die Schwierigkeiten des Coming out gegenüber der Familie. Sowohl der erste Crush für die Lehrerin als auch die Frage der heterosexuellen besten Freundin, ob man je in sie verliebt war und warum denn eigentlich nicht, wenn man dies verneint, werden nicht vergessen. All das wird auf vergnügliche Art und Weise geschildert, ohne sich über die Charaktere  lustig zu machen und es gelingt dem Regisseur und der Drehbuchautorin, den Duft der kleinen dörflichen Welt einzufangen.“